# Municipio de Razlog
El municipio de Razlog es un municipio de la provincia de Blagóevgrad, Bulgaria, con una población estimada a final del año 2017 de 19 627 habitantes. 
Se encuentra ubicado al suroeste del país, cerca de la frontera con Macedonia del Norte y Grecia. Su capital es la ciudad de Razlog.